# Pryskyřník rolní
Pryskyřník rolní (Ranunculus arvensis) rostlina z čeledi pryskyřníkovité, která se často vyskytuje jako polní plevel.

## Popis
Jedná se o jednoletou rostlinu dorůstající nejčastěji výšky 15–40 cm. Lodyha je bohatě větvená, lysá až přitiskle chlupatá. Listy jsou střídavé, přízemní jsou dlouze řapíkaté, lodyžní jsou s kratšími řapíky až přisedlé. Čepele listů jsou trojdílné až trojsečné, úkrojky jsou často trojzubé. Listy jsou lysé až řídce chlupaté. Květy jsou celkem malé, světle citrónově žluté, květní stopky jsou rýhované a hustě chlupaté. Kališních lístků je 5, jsou rozestálé až nazpět sehnuté, vně roztroušeně chlupaté. Korunní lístky jsou jen o málo delší než kališní, světle citrónově žluté, obvejčité, nejčastěji 4–5 mm dlouhé. Kvete v květnu až v červenci. Plodem je nažka, která je asi 5–7 mm dlouhá, na plochách nápadně ostnitě hrbolkatá, na hranách až dlouze ostnitá, na vrcholu zakončená krátkým přímým až slabě zakřiveným zobánkem, nažky jsou uspořádány do souplodí. Počet chromozómů je 2n=32.

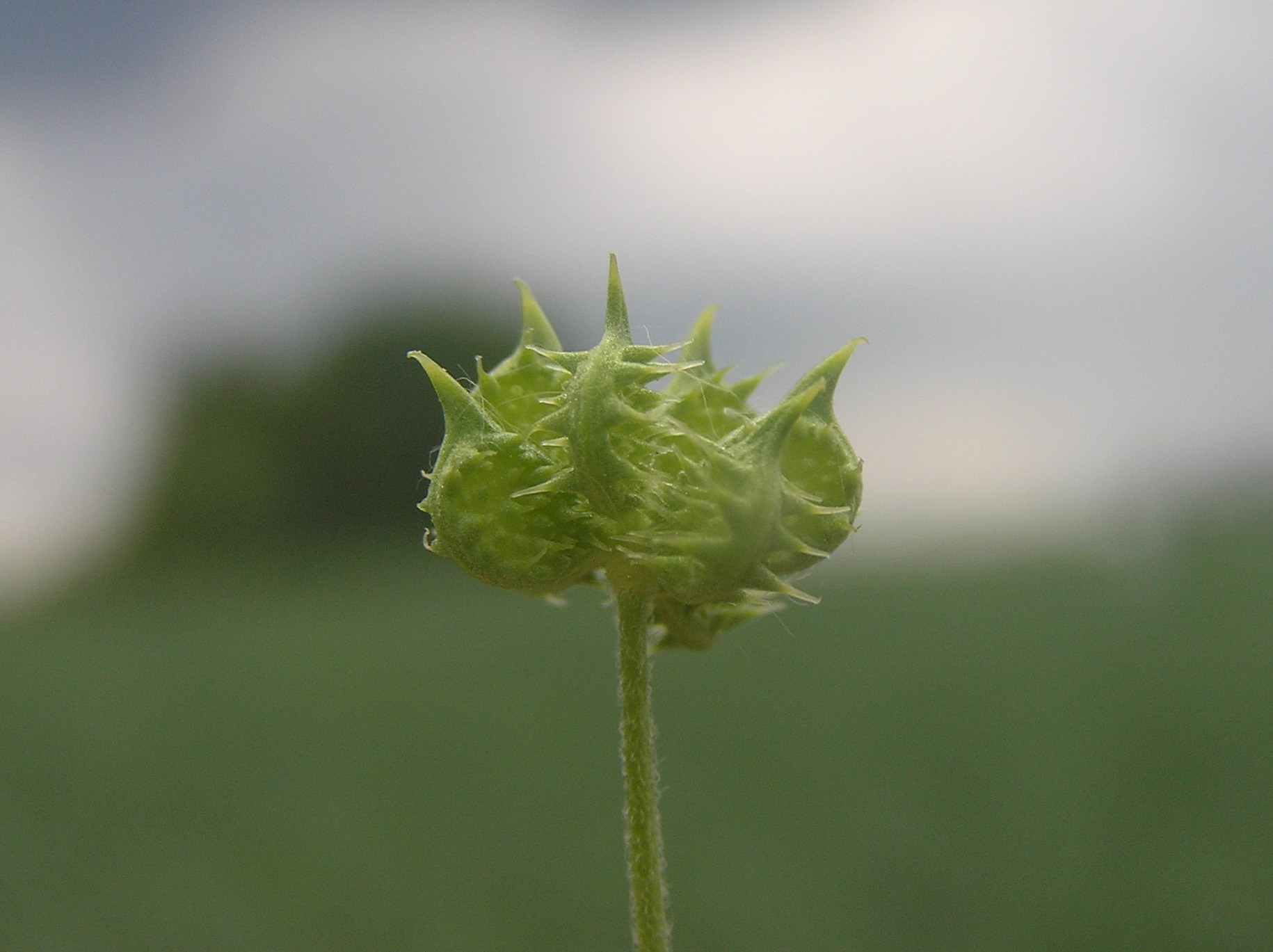
pryskyřník rolní, detail nažek

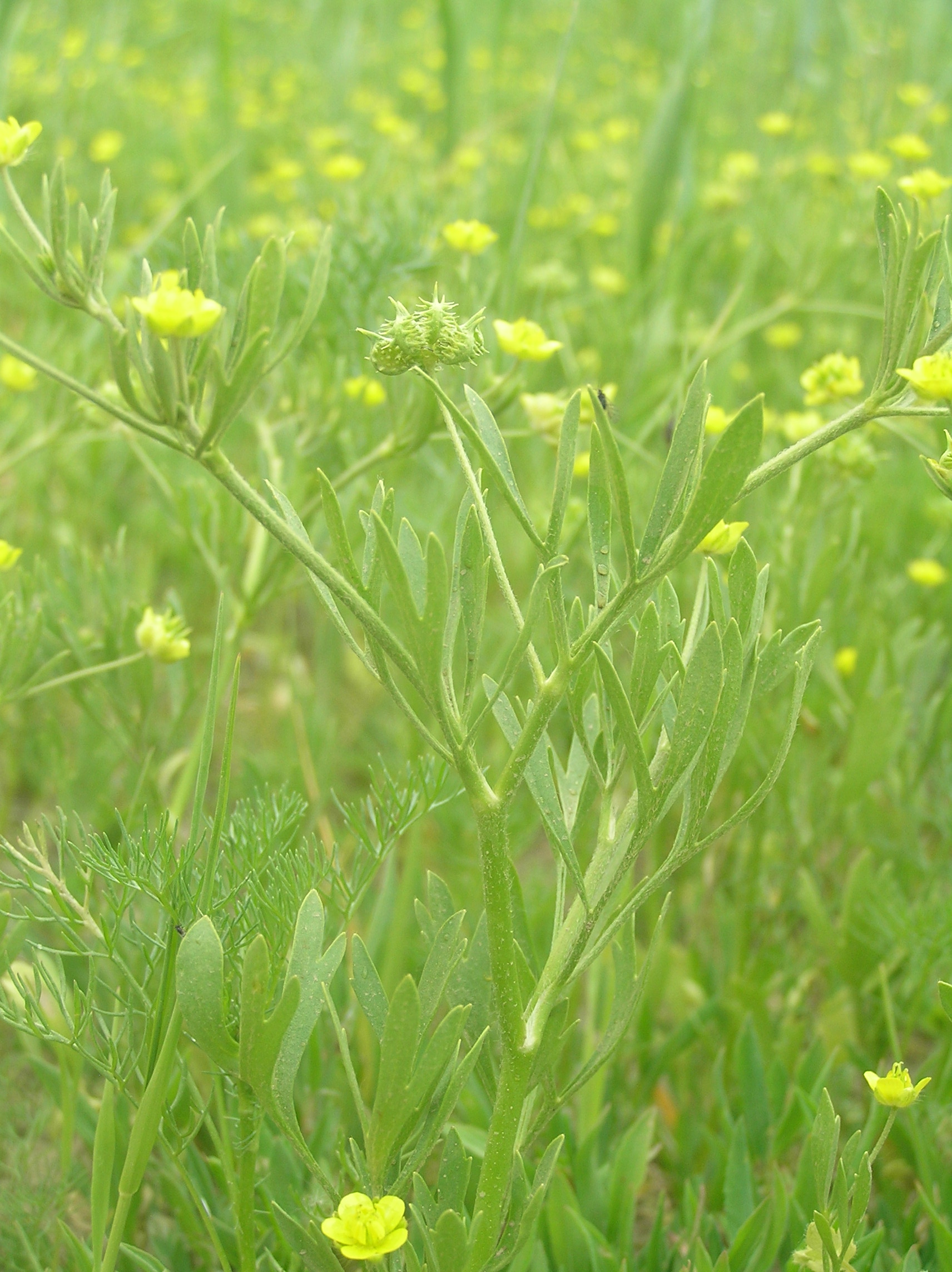
pryskyřník rolní, celkový pohled

## Rozšíření
Pryskyřník rolní široce rozšířen téměř po celé Evropě, chybí jen v severnější Skandinávii a SV části Evropy, přesahuje do severní Afriky, také roste místy v JZ Asii na východ až po SZ Indii. Člověkem zavlečen je ale i mnohde jinde, např. v Severní Americe, dále je udáván adventivní výskyt v Jižní Americe, na Novém Zélandu, v Austrálii a na některých ostrovech v Tichém oceánu. V České republice roste roztroušeně v teplejších oblastech od nížin po pahorkatiny, ovšem se značně nerovnoměrným výskytem. Jedná se o polní plevel, nejvíce v obilí.